# Mi (roman)
Mi (rus. Мы) ruski je znanstveno-fantastični roman Jevgenija Zamjatina dovršen 1921., a objavljen prvi put u Parizu 1924. godine. Radnja se odvija u dalekoj budućnosti u kojoj je cijelo čovječanstvo zahvaćeno u jednoj državi kojom vlada vođa zvan Dobrotvor, ljudi su pod strogo diktiranim uvjetima te se zovu po brojevima i žive u staklenim kućama gdje su stalno pod nadzorom stražara. No jedan od njih, D-503, nailazi na pokret otpora. Neki povjesničari smatraju da je roman izvršio veliki utjecaj na dva buduća klasika distopije, Vrli novi svijet Aldousa Huxleyja i 1984. Georgea Orwella.
Zbog izravnih alegorija na staljinizam i totalitarizam ovom romanu je zabranjeno pojavljivanje u Sovjetskom Savezu sve do 1988., kada je Mihail Gorbačov pokrenuo prestanak cenzure umjetnosti. Nakon što je Zamjatin poslao osobnu molbu Staljinu, 1931. dobio je dozvolu napustiti domovinu i odseliti se u Pariz gdje je nastavio neometanu spisateljsku karijeru.

## Radnja
Tisuću godina nakon 200-godišnjeg rata, u kojem su revolucionari pokorili cijelu planetu i stavili je pod vlast Jedinstvene Države, preživjelo je samo 0,2 % svjetskog stanovništva koje živi na ogromnom području ograđenom od prirode, okruženom tzv. "Zelenim zidom". Staklena kupola regulira čak i meteorološke prilike. Kruh je nepoznanica - umjesto njega se koristi umjetna hrana. Ljudi se zovu po brojevima, nose uniforme, žive u staklenim kućama kako bi ih lakše motrili stražari, vrše kult ličnosti velikog vođe, zvanog Dobrotvor, a jedine privatne trenutke imaju po noći ili tijekom spolnog odnosa, kada im je dozvoljeno spustiti zavjese. Djecu odgajaju državne vlasti, a tzv. Tablica određuje sve aktivnosti svakog stanovnika, od termina kada se mora probuditi, otići na posao, šetati pa čak i kada treba vršiti spolni odnos. Pobunjenici i "otpadnici" bivaju javno smaknuti.
D-503, 32-godišnji graditelj Integrala, svemirskog broda koji će "proširiti revoluciju po cijelom svemiru", jedan je od stanovnika Jedinstvene Države, koji vodi bilješke u dnevniku. Sve gleda u kolektivu, pa stoga ne koristi riječ "ja" nego "mi". Država mu je odredila ljubavnicu, okruglu 0-90, koja pak također ljubuje s pjesnikom R-13. Prilikom državom određene šetnje, D-503 nailazi na privlačnu ženu, I-330. Ona konzumira cigarete i alkohol te je toliko buntovna, da čak koketira s D-503. 
Ona ga pozove u drevnu kuću, jedinu staru građevinu koja ima neprozirne zidove koja je iskopana i pretvorena u muzej. Tamo mu ponudi da spava s njom i da mu liječnik napiše ispričnicu. On ju misli prijaviti, ali ga njena ljepota ipak odvrati od tog nauma. D-503 počinje imati snove, što ga uznemiri, te mu je dijagnosticirana - duša. I-330 tajnovito nestaje, što u njemu stvori duboki osjećaj tuge. Na kraju čak počne dobivati i filozofske misli.
Nakon što ode u drevnu kuću, nailazi na prolaz koji vodi do podzemnih tunela. Tamo naiđe na I-330 koja mu kaže da je pripadnica skupine otpora, tzv MEFI. 
Prilikom Dana Jednoglasnosti, kada se po tradiciji Dobrotvor javno pojavi pred gomilom koja ga jednoglasno izabere za nastavak dužnosti vođe, tisuću ljudi je podiglo ruke protiv, među njima i I-330, što je izazvalo kaos. U neredu R-13 je u rukama nosio I-330, koja je krvarila, no D-503 ju je preuzeo i odnio na sigurno. Idući dan Državne Novine su ovo zapisale o događaju: "Svetkovina je bila pomućena izvjesnom zbrkom koju su izazvali neprijatelji sreće i koji su samim tim, prirodno, lišili sebe prava da postanu cigle temeljima Jedinstvene Države koja je jućer obnovljena. Svakome je jasno da bi uzimanje u obzir njihovih glasova bilo besmisleno." Kroz podzemne tunele ona ga odvede ispod "Zelenog zida", gdje on po prvi put ugleda prirodu i sunce bez staklene barijere. Tamo naiđe na skupinu buntovnika, ljudi koji žive u prirodi. I-330 ga zamoli da im pomogne ukrasti Integral kako bi svrgnuli vlast i pokrenuli novu revoluciju. Ona ga poljubi.
D-503 se vraća u svoj dom. 0-90 mu prizna da se zaljubila u njega te je baš zbog toga udaljena od njega. Ona ima spolni odnos s njim jer želi zatrudnjeti i zadržati bebu, što nije u skladu sa zakonom. Kada je trebao biti veliki dan predstavljanja Integrala, D-503 je po planu htio propustiti članove otpora. Međutim, plan je propao jer su vlasti saznale za pokušaj sabotaže. U, kontrolorka, otkriva njegov dnevnik. On je izveden pred velikog Dobrotvora. Usprkos korenju, D-503 se podsmjehnuo kada je vidio da je Dobrotvor stari, ćelavi, obični čovjek. Eksplozija zida prouzroči metež među stanovnicima, a čuvari i tajna policija krenu potiskivati pobunu. Ljudi odlaze na posebnu operaciju u kojoj im se odstranjuje "centar za fantaziju" u mozgu, čime postaju poslušni strojevi. Nakon takve operacije, D-503 u dnevniku zapiše kako je "izliječen", kako će članovi otpora biti izvedeni na javno smaknuće te kako vjeruje kako će Jedinstvena Država uspjeti uništiti pobunu i pobijediti.

## Analiza
Roman je izražena kritika represivnih i kolektivističkih društevnih težnji. Društvo je potpuno tehnologizirano, a najviši je ideal približiti se funkcionalnosti stroja. Načela znanstvenog upravljanja pri radu strojevima oslanjaju se na američkog inženjera F. W. Taylora. Kao posljedica odvija se dehumanizacija društva gdje su osjećaji, mašta, individualnost i samostalno razmišljanje najveće sramote.
Roman je pisan u prvom licu jednine, u obliku dnevnika glavnog junaka D-503, pri čemu se očituje njegov isprani mozak. Tragični kraj dovršava daleku budućnost kao ogledalo najgorih, totalitarnih aspekata Zamjatinove sadašnjosti (1920-ih). Prilikom razgovora D-503 i I-330, autor ironično gleda na Rusku revoluciju: ona junaku objašnjava kako nema "konačne revolucije" jednako kao što nema ni zadnjeg broja, usprkos tome što vlast tvrdi da je njihova bila zadnja. Naime, revolucijama nikada nema kraja, dok god je neka vlada nesavršena ili dok god postoji diktatura.
Iako se smatra da su Mi izvršili veliki utjecaj na distopijski roman Vrli novi svijet, autor Huxley navodi kako ga je napisao kao reakciju na utopijske priče H.G. Wellsa, dugo prije nego što je uopće čuo za Zamjatinov roman. George Orwell je počeo pisati 1984. osam mjeseci nakon što je pročitao francuski prijevod romana Mi te napisao recenziju o njemu.

## Vanjske poveznice
- Esej o romanu na BBC-u